# Décima Quarta Emenda à Constituição dos Estados Unidos
A Décima Quarta Emenda à Constituição dos  Estados Unidos (em inglês: Fourteenth Amendment to the United States Constitution) foi adotada em 9 de julho de 1868, como uma das "Emendas de Reconstrução". Muitas vezes considerada uma das emendas mais importantes, ela trata dos direitos de cidadania e da proteção igualitária perante a lei, tendo sido proposta em resposta a questões relacionadas aos ex-escravos após a Guerra Civil Americana. A emenda foi duramente contestada, principalmente pelos estados derrotados, da Confederação, que foram forçados a ratificá-la para recuperar a representação no Congresso. A emenda, particularmente sua primeira seção, é uma das partes mais litigadas da Constituição, formando a base para decisões históricas da Suprema Corte, como os casos Plessy v. Ferguson (1896) e Brown v. Board of Education (1954), sobre segregação racial; Roe v. Wade (1973), sobre aborto; Bush v. Gore (2000), a respeito da eleição presidencial de 2000; e Obergefell v. Hodges (2015), a respeito do casamento entre pessoas do mesmo sexo. A emenda limita as ações de todos os funcionários estaduais e locais, e também daqueles que agem em nome de tais funcionários.

## Visão geral
A primeira seção da emenda inclui várias cláusulas: a Cláusula de Cidadania, a Cláusula de Privilégios ou Imunidades, a Cláusula de Devido Processo e a Cláusula de Proteção Igualitária. A "Cláusula de Cidadania" fornece uma definição ampla de cidadania, anulando a decisão da Suprema Corte em Dred Scott v. Sandford (1857), que sustentava que americanos descendentes de escravos africanos não podiam ser cidadãos dos Estados Unidos. Desde o Caso do Matadouro (1873), a "Cláusula de Privilégios ou Imunidades" tem sido pouco interpretada.
A "Cláusula do Devido Processo" proíbe os governos estaduais e locais de privar pessoas da vida, liberdade ou propriedade sem um procedimento justo. A Suprema Corte decidiu que essa cláusula torna a maior parte da "Declaração de Direitos" aplicável tanto aos estados quanto ao governo federal, bem como reconhece os requisitos substantivos e procedimentais que as leis estaduais devem atender. A "Cláusula de Proteção Igualitária" exige que cada estado forneça proteção igual, nos termos da lei, a todas as pessoas, incluindo todos os não cidadãos, dentro de sua jurisdição. Esta cláusula tem sido a base para muitas decisões que rejeitam a discriminação disparatada ou desnecessária contra pessoas pertencentes a vários grupos.
A segunda, terceira e quarta seções da emenda raramente são litigadas. No entanto, a referência da segunda seção a "rebelião ou outro crime" foi invocada como base constitucional para a privação de "direitos autorais". A quarta seção foi utilizada, no caso Perry v. Estados Unidos (1935), para proibir um Congresso atual de revogar um contrato de dívida contraído por um Congresso anterior. A quinta seção dá ao Congresso o poder de fazer cumprir as disposições da emenda por meio de "legislação apropriada"; no entanto, no caso Cidade de Boerne v. Flores (1997), este poder não pôde ser usado para contradizer uma decisão da Suprema Corte interpretando a emenda.

## Redação

### Seção 1: Cidadania e direitos civis
Todas as pessoas nascidas ou naturalizadas nos Estados Unidos, e sujeitas à sua jurisdição, são cidadãos dos Estados Unidos e do Estado em que residem. Nenhum Estado fará ou aplicará qualquer lei que restrinja os privilégios ou imunidades dos cidadãos dos Estados Unidos; nem qualquer Estado privará qualquer pessoa da vida, liberdade ou propriedade, sem o devido processo legal; nem negará a qualquer pessoa dentro de sua jurisdição a igual proteção das leis.

Esta seção foi aplicada, por exemplo, em uma série de casos históricos que ficaram conhecidos como "Civil Rights Cases".

### Seção 2: Distribuição de Representantes
Os representantes serão repartidos entre os diversos Estados de acordo com seus respectivos números, computando-se o número total de pessoas de cada Estado, excluídos os índios não tributados. Mas, quando o direito de votar em qualquer eleição, para a escolha de eleitores para Presidente e Vice-Presidente dos Estados Unidos, Representantes no Congresso, os oficiais Executivos e Judiciais de um Estado, ou os membros do Legislativo deste, é negado a qualquer um dos os habitantes do sexo masculino de tal Estado, tendo vinte e um anos de idade, e cidadãos dos Estados Unidos, ou de qualquer forma abreviada, exceto no caso de participação em rebelião, ou outro crime, a base de representação será reduzida na proporção em que o número de tais cidadãos do sexo masculino corresponderá ao número total de cidadãos do sexo masculino com vinte e um anos de idade nesse Estado.

Esta seção foi aplicada, por exemplo, no caso de direito ao voto dos ex-escravos.

### Seção 3: Desqualificação do cargo por insurreição ou rebelião
Nenhuma pessoa poderá ser senador ou representante no Congresso, ou eleitor do presidente e vice-presidente, ou ocupar qualquer cargo, civil ou militar, nos Estados Unidos ou em qualquer Estado, que, tendo previamente prestado juramento, como membro do Congresso, ou como um oficial dos Estados Unidos, ou como um membro de qualquer legislatura estadual, ou como um oficial executivo ou judicial de qualquer Estado, para apoiar a Constituição dos Estados Unidos, se tiver envolvido-se em uma insurreição ou rebelião contra o mesmo, ou tenha dado ajuda ou conforto aos seus inimigos. Mas o Congresso pode, por uma votação de dois terços de cada Câmara, remover essa impossibilidade.

Esta seção foi aplicada logo após a Guerra Civil Americana para resolver as questões relativas aos representantes dos Estados Confederados, então derrotados, no Congresso, e continua sendo usada atualmente.

### Seção 4: Validade da dívida pública
A validade da dívida pública dos Estados Unidos, autorizada por lei, incluindo dívidas contraídas para pagamento de pensões e recompensas por serviços na repressão a insurreições ou rebeliões, não deve ser questionada. Mas, nem os Estados Unidos, nem qualquer Estado, deve assumir ou pagar qualquer dívida ou obrigação incorrida em auxílio de insurreição ou rebelião contra os Estados Unidos, ou qualquer reclamação pela perda ou emancipação de qualquer escravo; todas essas dívidas, obrigações e reivindicações serão consideradas ilegais e nulas.

Esta seção foi aplicada logo após a Guerra Civil Americana para resolver as questões relativas às "perdas" dos escravagistas dos Estados Confederados, então derrotados. E foi aplicada mais recentemente na questão de "teto de gastos".

### Seção 5: Poder de aplicação
O Congresso terá poderes para fazer cumprir, por meio de legislação apropriada, as disposições deste artigo.

Nota: esta seção foi alterada pela seção 1 da 26ª emenda.
A Suprema Corte interpretou a Seção 5 de forma restrita, declarando que: "a legislação que o Congresso está autorizado a adotar em seu nome não é uma legislação geral sobre os direitos do cidadão, mas uma legislação corretiva". Em outras palavras, a emenda autoriza o Congresso a aprovar leis apenas para combater as violações dos direitos protegidos em outras seções.